# Championnats d'Europe d'athlétisme en salle 2021, résultats détaillés
Résultats détaillés des finales des Championnats d'Europe d'athlétisme en salle 2021 se déroulant du 5 au 7 mars 2021 à Toruń, en Pologne. 
| Courses : 60 m - 400 m - 800 m - 1 500 m - 3 000 m Obstacles : 60 m haies Relais : Relais 4 × 400 m Sauts : Hauteur - Longueur - Triple saut - Perche Lancers : - Poids Épreuves combinées : Heptathlon / Pentathlon |

## Résultats

### 60 m
| Rang | Athlète             | Pays        | Temps       |
| ---- | ------------------- | ----------- | ----------- |
| 1    | Marcell Jacobs      | Italie      | 6 s 47 (WL) |
| 2    | Kevin Kranz         | Allemagne   | 6 s 60      |
| 3    | Ján Volko           | Slovaquie   | 6 s 61      |
| 4    | Andrew Robertson    | Royaume-Uni | 6 s 63      |
| 5    | Carlos Nascimento   | Portugal    | 6 s 65      |
| 6    | Remigiusz Olszewski | Pologne     | 6 s 66      |
| 7    | Karl Erik Nazarov   | Estonie     | 6 s 67      |
| 8    | Kojo Musah          | Danemark    | 6 s 68      |

| Rang | Athlète                | Pays      | Temps              |
| ---- | ---------------------- | --------- | ------------------ |
| 1    | Ajla Del Ponte         | Suisse    | 7 s 03 (WL)        |
| 2    | Lotta Kemppinen        | Finlande  | 7 s 22 (.212)      |
| 3    | Jamile Samuel          | Pays-Bas  | 7 s 22 (.216) (SB) |
| 4    | Orlann Ombissa-Dzangue | France    | 7 s 23             |
| 5    | Maja Mihalinec         | Slovénie  | 7 s 26 (.254)      |
| 6    | Carolle Zahi           | France    | 7 s 26 (.258)      |
| 7    | Jennifer Montag        | Allemagne | 7 s 29             |
| 8    | Claudia Payton         | Suède     | 7 s 32             |

### 400 m
| Rang | Athlète             | Pays     | Temps        |
| ---- | ------------------- | -------- | ------------ |
| 1    | Óscar Husillos      | Espagne  | 46 s 22 (SB) |
| 2    | Tony van Diepen     | Pays-Bas | 46 s 25      |
| 3    | Liemarvin Bonevacia | Pays-Bas | 46 s 30      |
| 4    | Carl Bengtström     | Suède    | 46 s 42      |
| 5    | Jochem Dobber       | Pays-Bas | 46 s 82      |
| 6    | Luka Janežič        | Slovénie | 47 s 22      |

| Rang | Athlète                | Pays        | Temps        |
| ---- | ---------------------- | ----------- | ------------ |
| 1    | Femke Bol              | Pays-Bas    | 50 s 63 (EL) |
| 2    | Justyna Święty-Ersetic | Pologne     | 51 s 41      |
| 3    | Jodie Williams         | Royaume-Uni | 51 s 73 (PB) |
| 4    | Phil Healy             | Irlande     | 51 s 94 (PB) |
| 5    | Lieke Klaver           | Pays-Bas    | 52 s 03      |
| 6    | Andrea Miklos          | Roumanie    | 52 s 10      |

### 800 m
| Rang | Athlète               | Pays               | Temps              |
| ---- | --------------------- | ------------------ | ------------------ |
| 1    | Patryk Dobek          | Pologne            | 1 min 46 s 81 (PB) |
| 2    | Mateusz Borkowski     | Pologne            | 1 min 46 s 90      |
| 3    | Jamie Webb            | Royaume-Uni        | 1 min 46 s 95      |
| 4    | Adam Kszczot          | Pologne            | 1 min 47 s 23      |
| 5    | Amel Tuka             | Bosnie-Herzégovine | 1 min 47 s 37      |
| 6    | Pierre-Ambroise Bosse | France             | 1 min 50 s 13      |

| Rang | Athlète           | Pays        | Temps         |
| ---- | ----------------- | ----------- | ------------- |
| 1    | Keely Hodgkinson  | Royaume-Uni | 2 min 03 s 88 |
| 2    | Joanna Józwik     | Pologne     | 2 min 04 s 00 |
| 3    | Angelika Cichocka | Pologne     | 2 min 0 s 15  |
| 4    | Elie Baker        | Royaume-Uni | 2 min 04 s 40 |
| 5    | Lore Hoffmann     | Suisse      | 2 min 04 s 84 |
| 6    | Isabelle Boffey   | Royaume-Uni | 2 min 07 s 26 |

### 1 500 m
| Rang | Athlète            | Pays        | Temps         |
| ---- | ------------------ | ----------- | ------------- |
| 1    | Jakob Ingebrigtsen | Norvège     | 3 min 37 s 56 |
| 2    | Marcin Lewandowski | Pologne     | 3 min 38 s 06 |
| 3    | Jésus Gómez        | Espagne     | 3 min 38 s 47 |
| 4    | Ignacio Fontes     | Espagne     | 3 min 39 s 66 |
| 5    | Piers Copeland     | Royaume-Uni | 3 min 39 s 99 |
| 6    | Michal Rozmys      | Pologne     | 3 min 40 s 11 |
| 7    | Andrew Coscoran    | Irlande     | 3 min 40 s 38 |
| 8    | István Szögi       | Hongrie     | 3 min 40 s 40 |

| Rang | Athlète               | Pays        | Temps         |
| ---- | --------------------- | ----------- | ------------- |
| 1    | Elise Vanderelst      | Belgique    | 4 min 18 s 44 |
| 2    | Holly Archer          | Royaume-Uni | 4 min 19 s 91 |
| 3    | Hanna Klein           | Allemagne   | 4 min 20 s 07 |
| 4    | Marta Pérez           | Espagne     | 4 min 20 s 39 |
| 5    | Esther Guerrero       | Espagne     | 4 min 20 s 45 |
| 6    | Katie Snowden         | Royaume-Uni | 4 min 21 s 81 |
| 7    | Daryia Barysevich     | Bulgarie    | 4 min 22 s 98 |
| 8    | Gesa Felicitas Krause | Allemagne   | 4 min 24 s 26 |
| 9    | Agueda Muñoz          | Espagne     | DQ            |

### 3 000 m
| Rang | Athlète            | Pays        | Temps              |
| ---- | ------------------ | ----------- | ------------------ |
| 1    | Jakob Ingebrigtsen | Norvège     | 7 min 48 s 20 (PB) |
| 2    | Isaac Kimeli       | Belgique    | 7 min 49 s 41      |
| 3    | Adel Mechaal       | Espagne     | 7 min 49 S 47      |
| 4    | Mohamed Katir      | Espagne     | 7 min 49 s 72      |
| 5    | Narve Gilje Nordås | Norvège     | 7 min 50 s 21 (PB) |
| 6    | Hugo Hay           | France      | 7 min 51 s 82      |
| 7    | Andrew Butchart    | Royaume-Uni | 7 min 52 s 15      |
| 8    | Jimmy Gressier     | France      | 7 min 52 s 43      |
| 9    | Jack Rowe          | Royaume-Uni | 7 min 53 s 47 (SB) |
| 10   | Marcel Fehr        | Allemagne   | 7 min 54 s 48      |
| 11   | Seán Tobin         | Irlande     | 7 min 58 s 11      |
| 12   | Robin Hendrix      | Belgique    | 7 min 59 s 86      |

| Rang | Athlète                 | Pays        | Temps              |
| ---- | ----------------------- | ----------- | ------------------ |
| 1    | Amy-Eloise Markovc      | Royaume-Uni | 8 min 46 s 43 (PB) |
| 2    | Alice Finot             | France      | 8 min 46 s 54 (PB) |
| 3    | Verity Ockenden         | Royaume-Uni | 8 min 46 s 60 (PB) |
| 4    | Meraf Bahta             | Suède       | 8 min 48 s 78 (SB) |
| 5    | Amelia Quirk            | Royaume-Uni | 8 min 48 s 82 (PB) |
| 6    | Selamawit Bayoulgn      | Israël      | 8 min 49 s 13      |
| 7    | Elena Burkard           | Allemagne   | 8 min 51 s 09 (PB) |
| 8    | Lucía Rodríguez         | Espagne     | 8 min 53 s 90 (PB) |
| 9    | Nataliya Strebkova      | Ukraine     | 8 min 54 s 18      |
| 10   | Viktória Wagner-Gyürkes | Hongrie     | 9 min 02 s 81      |
| 11   | Mariana Machado         | Portugal    | 9 min 19 s 61      |
| 12   | Maureen Koster          | Pays-Bas    | DNF                |

### 60 m haies
| Rang | Athlète           | Pays        | Temps         |
| ---- | ----------------- | ----------- | ------------- |
| 1    | Wilhem Belocian   | France      | 7 s 42 (EL)   |
| 2    | Andrew Pozzi      | Royaume-Uni | 7 s 43(=PB)   |
| 3    | Paolo Dal Molin   | Italie      | 7 s 56        |
| 4    | Asier Martínez    | Espagne     | 7 s 60 (PB)   |
| 5    | Aurel Manga       | France      | 7 s 63 (.624) |
| 6    | Damian Czykier    | Pologne     | 7 s 63 (.626) |
| 7    | Koen Smet         | Pays-Bas    | 7 s 73        |
| 8    | Franck Brice Koua | Italie      | 7 s 76        |

| Rang | Athlète           | Pays        | Temps       |
| ---- | ----------------- | ----------- | ----------- |
| 1    | Nadine Visser     | Pays-Bas    | 7 s 77 (WL) |
| 2    | Cindy Ofili       | Royaume-Uni | 7 s 89      |
| 3    | Tiffany Porter    | Royaume-Uni | 7 s 92      |
| 4    | Nooralotta Neziri | Finlande    | 7 s 93      |
| 5    | Pia Skrzyszowska  | Pologne     | 7 s 95      |
| 6    | Luminosa Bogliolo | Italie      | 7 s 99      |
| 7    | Zoë Sedney        | Pays-Bas    | 8 s 00      |
| 8    | Luca Kozák        | Hongrie     | 8 s 01      |

### Relais 4 × 400 m
| Rang | Athlètes                                                        | Pays        | Temps              |
| ---- | --------------------------------------------------------------- | ----------- | ------------------ |
| 1    | Jochem Dobber Liemarvin Bonevacia Ramsey Angela Tony van Diepen | Pays-Bas    | 3 min 06 s 06 (EL) |
| 2    | Vit Müller Pavel Maslák Michal Desenský Patrik Šorm             | Tchéquie    | 3 min 06 s 54      |
| 3    | Joe Brier Owen Smith James Williams Lee Thompson                | Royaume-Uni | 3 min 06 s 70      |
| 4    | Alexander Doom Jonathan Borlée Dylan Borlée Kevin Borlée        | Belgique    | 3 min 06 s 96      |
| 5    | Edoardo Scotti Robert Grant Brayan Lopez Vladimir Aceti         | Italie      | 3 min 07 s 37      |

| Rang | Athlètes                                                                          | Pays        | Temps              |
| ---- | --------------------------------------------------------------------------------- | ----------- | ------------------ |
| 1    | Lieke Klaver Marit Dopheide Lisanne de Witte Femke Bol                            | Pays-Bas    | 3 min 27 s 15 (CR) |
| 2    | Zoey Clark Jodie Williams Amarachi Pipi Jessie Knight                             | Royaume-Uni | 3 min 28 s 20      |
| 3    | Natalia Kaczmarek Małgorzata Hołub-Kowalik Kornelia Lesiewicz Aleksandra Gaworska | Pologne     | 3 min 29 s 94      |
| 4    | Rebecca Borga Alice Mangione Eleonora Marchiando Eloisa Coiro                     | Italie      | 3 min 30 s 32 (NR) |
| 5    | Viktoriya Tkachuk Anastasiya Bryzhina Kateryna Klymyuk Hanna Ryzhykova            | Ukraine     | 3 min 30 s 38 (NR) |
| 6    | Corinna Schwab Laura Müller Brenda Cataria-Byll Ruth Sophia Spelmeyer-Preuss      | Allemagne   | 3 min 31 s 47      |

### Saut en hauteur
| Rang | Athlète            | Pays        | Marque       |
| ---- | ------------------ | ----------- | ------------ |
| 1    | Maksim Nedasekau   | Biélorussie | 2,37 m (WL)  |
| 2    | Gianmarco Tamberi  | Italie      | 2,35 m (=SB) |
| 3    | Thomas Carmoy      | Belgique    | 2,26 m       |
| 4    | Tobias Potye       | Allemagne   | 2,26 m (=PB) |
| 5    | Adrijus Glebauskas | Lituanie    | 2,23 m       |
| 5    | Dmytro Nikitin     | Ukraine     | 2,23 m       |
| 7    | Mateusz Przybylko  | Allemagne   | 2,19 m       |
| 8    | Dániel Jankovics   | Hongrie     | 2,19 m       |

| Rang | Athlète             | Pays        | Marque      |
| ---- | ------------------- | ----------- | ----------- |
| 1    | Yaroslava Mahuchikh | Ukraine     | 2,00 m      |
| 2    | Iryna Gerashchenko  | Ukraine     | 1,98 m (PB) |
| 3    | Ella Junnila        | Finlande    | 1,96 m (NR) |
| 4    | Yuliya Levchenko    | Ukraine     | 1,94 m      |
| 5    | Daniela Stanciu     | Roumanie    | 1,92 m (SB) |
| 6    | Alessia Trost       | Italie      | 1,92 m      |
| 7    | Marija Vukovic      | Monténégro  | 1,92 m      |
| 8    | Emily Borthwick     | Royaume-Uni | 1,85 m      |

### Saut en longueur
| Rang | Athlète                 | Pays        | Marque      |
| ---- | ----------------------- | ----------- | ----------- |
| 1    | Miltiádis Tedóglou      | Grèce       | 8,35 m (WL) |
| 2    | Thobias Nilsson Montler | Suède       | 8,31 m (NR) |
| 3    | Kristian Pulli          | Finlande    | 8,24 m (NR) |
| 4    | Vladyslav Mazur         | Ukraine     | 8,14 m (PB) |
| 5    | Maximilian Entholzner   | Allemagne   | 7,87 m      |
| 6    | Lazar Anić              | Serbie      | 7,81 m      |
| 7    | Jacob Fincham-Dukes     | Royaume-Uni | 7,79 m      |
| 8    | Gabriel Bitan           | Roumanie    | 7,72 m      |

| Rang | Athlète                     | Pays        | Marque      |
| ---- | --------------------------- | ----------- | ----------- |
| 1    | Maryna Bekh-Romanchuk       | Ukraine     | 6,9 m (WL)  |
| 2    | Malaika Mihambo             | Allemagne   | 6,88 m (SB) |
| 3    | Khaddi Sagnia               | Suède       | 6,75 m      |
| 4    | Nastassia Mironchyk-Ivanova | Biélorussie | 6,72 m      |
| 5    | Larissa Iapichino           | Italie      | 6,59 m      |
| 6    | Laura Strati                | Italie      | 6,57 m      |
| 7    | Fatima Diame                | Espagne     | 6,47 m      |
| 8    | Florentina Costina Iusco    | Roumanie    | 6,38 m      |

### Saut à la perche
| Rang | Athlète              | Pays      | Marque       |
| ---- | -------------------- | --------- | ------------ |
| 1    | Armand Duplantis     | Suède     | 6,05 m (CR)  |
| 2    | Valentin Lavillenie  | France    | 5,80 (=PB)   |
| 3    | Piotr Lisek          | Pologne   | 5,80 m (=SB) |
| 4    | Oleg Zernikel        | Allemagne | 5,70 m       |
| 5    | Ersu Sasma           | Turquie   | 5,70 m       |
| 5    | Menno Vloon          | Pays-Bas  | 5,70 m       |
| 7    | Robert Sobera        | Allemagne | 5,50 m       |
| 8    | Bo Kanda Lita Baehre | Allemagne | NM           |

| Rang | Athlète              | Pays        | Marque       |
| ---- | -------------------- | ----------- | ------------ |
| 1    | Angelica Moser       | Suisse      | 4,75 m (PB)  |
| 2    | Tina Šutej           | Slovénie    | 4,70 m (=SB) |
| 3    | Holly Bradshaw       | Royaume-Uni | 4,65 m       |
| 3    | Iryna Zhuk           | Biélorussie | 4,65 m       |
| 5    | Eléni-Klaoúdia Pólak | Grèce       | 4,65 m       |
| 6    | Wilma Murto          | Finlande    | 4,55 m (SB)  |
| 7    | Yana Hladiychuk      | Ukraine     | 4,45 m       |
| 7    | Fanny Smets          | Belgique    | 4,45 m       |
| 9    | Maryna Kylypko       | Ukraine     | 4,35 m       |
| 9    | Michaela Meijer      | Suède       | 4,35 m       |

### Triple saut
| Rang | Athlète              | Pays        | Marque       |
| ---- | -------------------- | ----------- | ------------ |
| 1    | Pedro Pablo Pichardo | Portugal    | 17,30 m      |
| 2    | Alexis Copello       | Azerbaïdjan | 17,04 m (SB) |
| 3    | Max Heß              | Allemagne   | 17,01 m (SB) |
| 4    | Tobia Bocchi         | Italie      | 16,65 m      |
| 5    | Levon Aghasyan       | Arménie     | 16,55 m (SB) |
| 6    | Jesper Hellström     | Suède       | 16,45 m      |
| 7    | Dimítrios Tsiámis    | Grèce       | 16,40 m      |
| 8    | Adrian Swiderski     | Pologne     | 16,36 m      |

| Rang | Athlète               | Pays        | Marque       |
| ---- | --------------------- | ----------- | ------------ |
| 1    | Patrícia Mamona       | Portugal    | 14,53 m (NR) |
| 2    | Ana Peleteiro         | Espagne     | 14,52 m (SB) |
| 3    | Neele Eckhardt        | Allemagne   | 14,52 m (PB) |
| 4    | Viyaleta Skvartsova   | Biélorussie | 14,35 m      |
| 5    | Paraskeví Papahrístou | Grèce       | 14,31 m      |
| 6    | Kristiina Mäkelä      | Finlande    | 14,23 m (SB) |
| 7    | Senni Salminen        | Finlande    | 14,14 m      |
| 8    | Neja Filipic          | Slovénie    | 14,02 m      |

### Lancer du poids
| Rang | Athlète          | Pays               | Marque       |
| ---- | ---------------- | ------------------ | ------------ |
| 1    | Tomáš Staněk     | Tchéquie           | 21,62 m (SB) |
| 2    | Michal Haratyk   | Pologne            | 21,47 m      |
| 3    | Filip Mihaljevic | Croatie            | 21,31 m      |
| 4    | Francisco Belo   | Portugal           | 21,28 m (NR) |
| 5    | Wictor Petersson | Suède              | 20,75 m      |
| 6    | Armin Sinancevic | Serbie             | 20,74 m      |
| 7    | Marcus Thomsen   | Norvège            | 20,28 m      |
| 8    | Mesud Pezer      | Bosnie-Herzégovine | 19,77 m      |

| Rang | Athlète             | Pays        | Marque       |
| ---- | ------------------- | ----------- | ------------ |
| 1    | Auriol Dongmo       | Portugal    | 19,34 m      |
| 2    | Fanny Roos          | Suède       | 19,29 m (NR) |
| 3    | Christina Schwanitz | Allemagne   | 19,04 m      |
| 4    | Aliona Dubitskaya   | Biélorussie | 18,86 m (SB) |
| 5    | Jessica Schilder    | Pays-Bas    | 18,69 m (PB) |
| 6    | Sara Gambetta       | Allemagne   | 18,34 m      |
| 7    | María Belén Toimil  | Espagne     | 18,01 m      |
| 8    | Markéta Cervenková  | Tchéquie    | 17,75 m      |

### Heptathlon / Pentathlon
| Rang | Athlète           | Pays        | Points         |
| ---- | ----------------- | ----------- | -------------- |
| 1    | Kevin Mayer       | France      | 6 392 pts (WL) |
| 2    | Jorge Ureña       | Espagne     | 6 158 pts      |
| 3    | Paweł Wiesiołek   | Pologne     | 6 133 pts (PB) |
| 4    | Rik Taam          | Pays-Bas    | 6 111 pts (PB) |
| 5    | Risto Lillemets   | Estonie     | 6 055 pts      |
| 6    | Andreas Bechmann  | Allemagne   | 5 995 pts      |
| 7    | Dario Dester      | Italie      | 5 835 pts      |
| 8    | Darko Pešic       | Monténégro  | 5 824 pts      |
| 9    | Maksim Andraloits | Biélorussie | DNF            |
| 10   | Simon Ehammer     | Suisse      | DNF            |
| -    | Pieter Braun      | Pays-Bas    | DNF            |

| Rang | Athlète          | Pays        | Points         |
| ---- | ---------------- | ----------- | -------------- |
| 1    | Nafissatou Thiam | Belgique    | 4 904 pts (WL) |
| 2    | Noor Vidts       | Belgique    | 4 791 pts (PB) |
| 3    | Xénia Krizsán    | Hongrie     | 4 644 pts (PB) |
| 4    | Ivona Dadic      | Autriche    | 4 587 pts (SB) |
| 5    | Holly Mills      | Royaume-Uni | 4 517 pts      |
| 6    | Rita Nemes       | Hongrie     | 4 486 pts      |
| 7    | Paulina Ligarska | Pologne     | 4 484 pts (PB) |
| 8    | Célia Perron     | France      | 4 310 pts      |
| 9    | Adrianna Sulek   | Pologne     | 4 231 pts      |
| 10   | Nadine Broersen  | Pays-Bas    | 3 556 pts      |
| -    | María Vicente    | Espagne     | DNF            |

## Légende
Records et Performances
- AR : Record continental (area record)
- CR : Record des championnats (championship record)
- MR : Record du meeting (meet record)
- NR : Record national (national record)
- OR : Record olympique (olympic record)
- PR : Record paralympique (paralympic record)
- PB : Record personnel (personal best)
- SB : Meilleure performance personnelle de la saison (season's best)
- WL : Meilleure performance mondiale de l'année (world leader)
- WJR : Record du monde junior (world junior record)
- WR : Record du monde (world record)

Circonstances et Conditions
- DNF : N'a pas terminé (did not finish)
- DNS : N'a pas pris le départ (did not start)
- DQ : Disqualification (disqualification)
- NM : Aucun essai valable enregistré (No Mark)
- Q : Qualifié « directement » au prochain tour (ou à la prochaine compétition), lors d'une compétition majeure, grâce au classement ou à la réalisation des minima (automatic qualifier)
- q : Qualifié au prochain tour (ou à la prochaine compétition), lors d'une compétition majeure, grâce au repêchage ou à la réalisation de l'une des meilleures performances parmi celles des « non qualifiés directement » (grâce au meilleur temps ou à la meilleure distance par exemple) (secondary qualifier)